# Шкаренков, Павел Петрович
Па́вел Петро́вич Шкаренко́в (род. 6 декабря 1974, Москва) — российский историк и филолог, специалист в области истории поздней Античности и раннего Средневековья. Доктор исторических наук, профессор, директор Института филологии и истории, проректор по учебной работе Российского государственного гуманитарного университета. Председатель экспертного совета Высшей аттестационной комиссии (ВАК) РФ по истории.

## Биография
В 1997 году окончил Российский государственный гуманитарный университет.
В 2000 году защитил диссертацию на соискание учёной степени кандидат исторических наук. Тема – «Государство и общество в латинской риторической традиции от Симмаха до Кассиодора» (специальность 07.00.03 — Всеобщая история).
В 2009 году защитил диссертацию на соискание учёной степени доктора исторических наук. Тема – «Образ власти на рубеже античности и средневековья» (специальность 07.00.03 — Всеобщая история).
С 1998 года — работа в РГГУ: доцент, профессор кафедры античной культуры, заведующий кафедрой истории древнего мира, декан историко-филологического факультета, директор Института филологии и истории, проректор по непрерывному образованию университета, проректор по учебной работе университета.
Автор свыше 130 научных и учебно-методических трудов.

## Сфера научных интересов
- Проблемы перехода от Античности к Средним векам
- История и культура поздней Римской империи
- Античная риторика как историко-культурный феномен
- Имперская традиция и идея империи на рубеже Античности и Средневековья
- Интеллектуальная культура поздней Античности и раннего Средневековья

## Членство в учёных, диссертационных, редакционных, научных советах
- Член Учёного совета РГГУ
- Председатель Учёного совета Института филологии и истории РГГУ
- Председатель Учебно-методического совета по дополнительному образованию РГГУ
- Член Редакционно-издательского совета РГГУ
- Заместитель председателя Научно-экспертного совета РГГУ
- Заместитель председателя диссертационного совета РГГУ по историческим наукам
- Член экспертного совета по истории ВАК при Минобрнауки России
- Член экспертного совета по историческим наукам Российского фонда фундаментальных исследований (РФФИ)[6]
- Председатель экспертного совета ВАК РФ по истории (с 12.02.2019)[1]

## Основные печатные труды

### Монографии
- Шкаренков П. П. Королевская власть в Остготской Италии по «Variae» Кассиодора: миф, образ, реальность. – М.: РГГУ, 2003. – 137 с.
- Шкаренков П. П. Римская традиция в варварском мире: Флавий Кассиодор и его эпоха. – М.: РГГУ, 2004. – 270 с. {Рец.: Ауров, Олег Валентинович}

### Статьи
- Шкаренков П. П. «Translator temporis». Виктория Ивановна Уколова – человек, ученый, педагог // Средние века: сборник. – М.: Наука, 2004. Вып.65. С. 174–198.
- Шкаренков П. П. «Последние римляне»: Квинт Аврелий Симмах и Кассиодор Сенатор // История через личность: ист. биогр. сегодня / Под ред. Л. П. Репиной. – М.: Кругъ, 2005. С. 607–641.
- Шкаренков П. П. Мифология исторической памяти на рубеже античности и средневековья // История и память: ист. культура Европы до начала Нового времени / Под ред. Л. П. Репиной. – М.: Кругъ, 2006. С. 138—179.
- Шкаренков П. П. Theodicus rex genitus в концепции королевской власти Эннодия: риторико-стилистическая стратегия и национальная идеология // Диалог со временем: альманах интеллектуальной истории. — М.: Либроком, 2008. Вып. 25/1. С. 353—375.
- Кассиодор. "Variae": (фрагменты) / Кассиодор; [вступ. ст., пер. с лат. и коммент. П. П. Шкаренкова] // Вестник РГГУ. 2008. № 12. С. 231–251.
- Шкаренков П. П. «Variae» Кассиодора — памятник переходной эпохи // Диалог со временем: альманах интеллектуальной истории. — М.: Либроком, 2008. Вып. 25/2. С. 305—341.
- Шкаренков П. П. «Vita Epiphani» Эннодия: риторический дискурс и формирование символического образа власти в остготской Италии // Вестник РГГУ. 2008. № 12. С. 81–113.
- Шкаренков П. П. Картина мира и риторический нарратив в сочинениях латинских авторов поздней античности и раннего средневековья. // Вестник РГГУ. 2008. № 9. С. 227–253.
- Шкаренков П. П. Между риторикой, историей и политикой: образ короля и королевской власти в "Панегирике Теодориху" Эннодия // Новый филологический вестник. – М.: 2008. С. 75–93.
- Шкаренков П. П. Образ идеального правителя в латинской риторической традиции II – начала V вв. // Новый исторический вестник. 2008. № 2. С. 5–16.
- Шкаренков П. П. «Римский миф» на рубеже эпох: историческая память и риторический нарратив // Новый исторический вестник. 2008. № 1(17). С. 20–30.
- Шкаренков П. П. Флавий Кассиодор: портрет на фоне эпохи // Кентавр: studia classica et mediaevalia. – М.: РГГУ, 2008. № 4. С. 69–85.
- Шкаренков П. П. Латинская риторическая традиция на рубеже античности и Средневековья: проблемы источниковедческого изучения // Вестник РГГУ. 2009. № 4. С. 146–161.
- Шкаренков П. П. «Последние римляне»: Квинт Аврелий Симмах и Кассиодор Сенатор // История через личность: Историческая биография сегодня. 2-е изд. – М.: Квадрига, 2010. С. 607–641.
- Шкаренков П. П. Образ прошлого и концепция «национальной» королевской власти в Остготской Италии: casus Ennodii // Образы времени и исторические представления: Россия – Восток – Запад / Под ред. Л. П. Репиной. – М.: Кругъ, 2010. С. 476–501.
- Шкаренков П. П. Империя и королевская власть в концепции христианского миропорядка Григория Великого // Империи и этнонациональные государства в Западной Европе в Средние века и раннее Новое время. – М.: Наука, 2011. С. 379–409.
- Шкаренков П. П. На перекрестке эпох: репрезентация варварских правителей в сочинениях Сидония Аполлинария // Цивилизация и варварство: парадоксы победы цивилизации над варварством / Отв. ред. В. П. Буданова, О. В. Воробьёва. Вып. 2. — М.: ИВИ РАН, 2013. С. 152–180.
- Шкаренков П. П. Германские правители глазами галло-римского аристократа // Die Frau mit Eigenschaften: К юбилею Н. С. Павловой. – М.: РГГУ, 2015. С. 379–408.
- Шкаренков П. П. Формирование ранней российской государственности в контексте средневекового европейского политогенеза // Новый исторический вестник. – М.: 2016. № 4 (50). С. 8–18.
- Шкаренков П. П. Филология как научный и образовательный проект // Высшее образование в России. — М.: 2017. № 2. С. 141–149.
- Шкаренков П. П. Имперский дискурс «после» империи: Pax Romana и социокультурные вызовы на рубеже Античности и Средневековья // Новый филологический вестник. 2017. № 3. С. 25–39.
- Шкаренков П. П. Авит Вьеннский о крещении Хлодвига: дискурс, образ, вызов // Новый филологический вестник. 2017. № 4. С. 319–343.
- А. Б. Безбородов, А. В. Корчинский, О. В. Павленко, Шкаренков П. П. Историческое знание и профессиональное гуманитарное образование // Вестник РГГУ. Серия: «Политология. История. Международные отношения. Зарубежное регионоведение. Востоковедение». 2017. № 4. С. 290–299.
- Шкаренков П. П. «Романо-варварское» Бургундское королевство у Авита Вьеннского: от rex gentis к princeps christianus // Цивилизация и варварство: человек варварского мира и варварский мир человека. Вып. VII. Ч. 2 / ИВИ РАН. – М.: Аквилон, 2018. С. 34–81.
- Шкаренков П. П. Three Romes in Russian Political and Cultural Tradition: Threat Discourse and Cultural Transfer // Новый исторический вестник. – М.: 2018. № 2 (56). С. 6–35.